# Cletodes millerorum
Cletodes millerorum är en kräftdjursart som beskrevs av Hamond 1973. Cletodes millerorum ingår i släktet Cletodes och familjen Cletodidae. Inga underarter finns listade i Catalogue of Life.